# The Magic Garden
Pour les articles homonymes, voir Stella Maris.
Pour plus de détails, voir Fiche technique et Distribution.
The Magic Garden est un film muet américain en noir et blanc réalisé par James Leo Meehan, sorti en 1927. 

## Synopsis
Amaryllis, une fillette riche et trop gâtée, est envoyée vivre à la campagne chez son oncle. Là, elle se lie d'amitié avec un voisin infirme de son âge, John, qui joue du violon. Rachetée par sa compassion envers lui, Amaryllis, ainsi que John, sont autorisés à entrer dans un magnifique « jardin magique » qu'eux seuls peuvent voir. John doit partir avec son père en Italie poursuivre des études de musique. La fillette promet au garçonnet qu'un jour elle le retrouvera au « jardin magique ». 
Dix ans se passent. À Venise, Amaryllis assiste au premier concert de John. Lorsque les deux jeunes gens se revoient, il rassure la jeune fille en lui confirmant son amour, même si, entre-temps, il a eu une liaison avec la comtesse Varesi. De retour au pays natal, le père d'Amaryllis loue la maison des Forrester, la famille de John, où Amaryllis attend son bien-aimé. Son frère Peter invite John sur son yacht, mais le navire coule. Désespérée, la jeune fille pleure la perte de son amour dans les bras du père de John. Mais la nuit, sous les rayons de la lune, John revient vers elle en jouant l'air "Amaryllis" sur son violon, dans leur jardin magique.

## Fiche technique
- Réalisation : James Leo Meehan
- Scénario : Charles Kerr, James Leo Meehan, d'après le roman The Magic Garden de Gene Stratton-Porter (1927)
- Photographie : Allen G. Siegler
- Producteur : Joseph Patrick Kennedy
- Société de production : Gene Stratton Porter Productions
- Société de distribution : Film Booking Offices of America
- Pays de production :  États-Unis
- Langue originale : anglais américain
- Format : noir et blanc — 35 mm — 1,33:1 — muet
- Genre : drame psychologique, romance, fantastique
- Durée : 70 minutes
- Date de sortie :
  - États-Unis : 30 juin 1927

## Distribution
- Joyce Coad (en) : Amaryllis Minton, enfant
- Margaret Morris : Amaryllis Minton, adulte
- Raymond Keane (en) : John Guido, adulte
- Philippe De Lacy (en) : John Guido Forrester, enfant
- Charles Clary : Paul Minton
- William V. Mong : John Forrester
- Cesare Gravina : Maestro
- Paulette Duval : la contesse di Varesi
- Walter Wilkinson : Peter Minton, enfant
- Earl McCarthy : Peter Minton, adulte
- Alfred Allen : le chef Clare
- Kathrin Clare Ward : Mrs. O'Rourke